# Мартинотти, Федерико
Федери́ко Мартино́тти (итал. Federico Martinotti; 3 июня 1860, Вилланова-Монферрато, Пьемонт — 2 июля 1924) — итальянский химик и энолог, изобретатель метода Шарма, технологии производства игристого вина.

## Биография
Родился 3 июня 1860 в городке Вилланова-Монферрато итальянского Пьемонта. В 1887 году окончил Туринский университет по специальностям химия и фармакология. После выпуска из университета работал первым ассистентом на селекционной станции Турина (итал. Stazione Agraria di Torino), которую впоследствии возглавил. Во время своей работы на станции, в 1895 году, он запатентовал основные идеи производства игристого вина ферментацией винограда в больших ёмкостях.
В 1900 году стал директором «Экспериментального института энологии» в Асти (итал. Istituto Sperimentale per l'Enologia), современный «Исследовательский центр энологии» (итал. Centro di Ricerca per l'Enologia). Он занимал этот пост до самой своей смерти. В институте он продолжил экспериментировать с производством игристого вина в цистернах. В 1910 году французский инженер Эжен Шарма улучшит метод Мартинотти, и с тех пор он становится известен, как метод Шарма. В Италии его традиционно называют «метод Шарма-Мартинотти».
Помимо работы над технологиями производства игристых вин, Мартинотти вёл поддерживающую селекционную деятельность с различными сортами винограда, изучал и развивал методы виноделия и боролся с фальсификацией вина. Он был плодотворным учёным и оставил после себя богатое научное наследие.
Умер 2 июля 1924 (64 года).